# ماريون هوبر
ماريون هوبر (بالإسبانية: Marion Huber) هي عداءة سريعة تشيلية، ولدت في 1927.

## وصلات خارجية
- ماريون هوبر على موقع الاتحاد الدولي لألعاب القوى (الإنجليزية)
- ماريون هوبر على موقع اللجنة الأولمبية الدولية (الإنجليزية)
- ماريون هوبر على موقع أوليمبيديا (الإنجليزية)